# Dmitrij Uchtomski

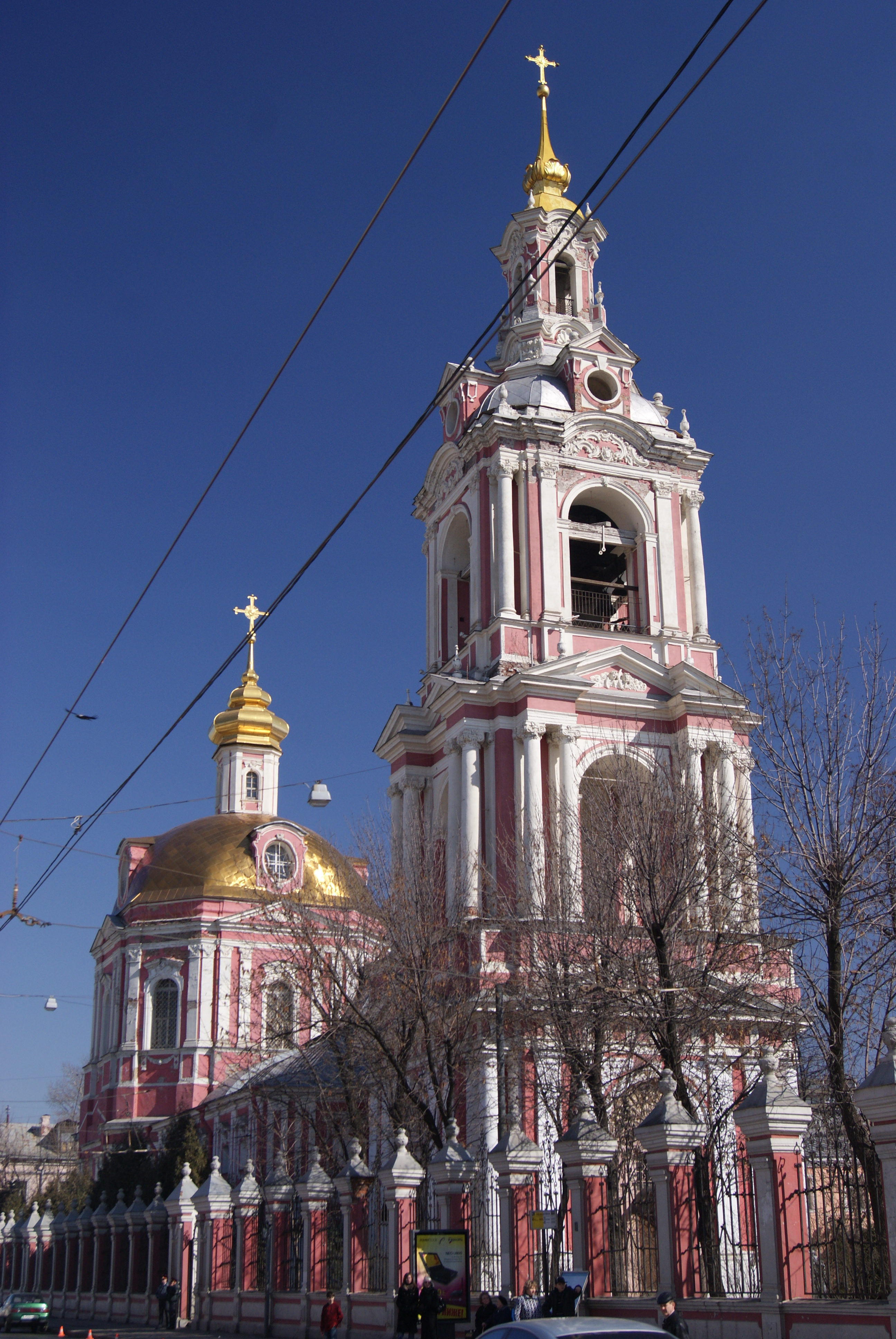
Cerkiew św. Nikity w Moskwie

Dmitrij Wasilijewicz Uchtomski (ros. Дмитрий Васильевич Ухтомский; ur. 1719, zm. 15 października 1774) – książę, rosyjski architekt, główny architekt Moskwy podczas panowania carycy Elżbiety. W latach 1753–1755 stworzył Czerwoną Bramę.